# Coenotephria perplexaria
Coenotephria perplexaria là một loài bướm đêm trong họ Geometridae.